# Wilhelm Grill
Wilhelm Grill (ur. 1916, data śmierci nieznana) – zbrodniarz hitlerowski, członek załogi niemieckiego obozu koncentracyjnego Mauthausen-Gusen i SS-Hauptscharführer.
Urodził się w Bayreuth (Bawaria). Z zawodu był ślusarzem. Na wiosnę 1934 roku wstąpił do Hitlerjugend, w kwietniu 1935 przeszedł do Waffen-SS. W SS miał nr identyfikacyjny 288155. 1 maja 1937 roku wstąpił do NSDAP. W kwietniu 1938 wystąpił z Waffen-SS i po kilku miesiącach zasilił szeregi Wehrmachtu. W 1940 został ranny podczas ćwiczeń i został zmuszony do opuszczenia armii. 10 maja 1940 roku powrócił do Waffen-SS i skierowano go do kompleksu Mauthausen, gdzie kierował pocztą obozową w Gusen I od 15 listopada 1940 do połowy sierpnia 1944 roku. Od kwietnia 1942 zajmował się z ramienia NSDAP także sprawami karnymi załogi obozu. Od sierpnia 1944 zajmował się wyłącznie sprawami uchodźców.
Za zbrodnie popełnione w obozie (zwłaszcza za udział w tzw. Totbadeaktionen) Grill został skazany w procesie załogi Mauthausen-Gusen (US vs. Erich Schuettauf i inni) przez amerykański Trybunał Wojskowy w Dachau na karę śmierci przez powieszenie. W wyniku rewizji wyroku karę zamieniono na dożywocie.